# Deborah Berke

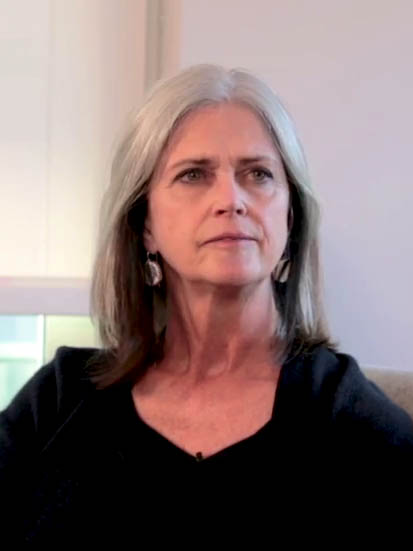
Deborah Berke 2018

Deborah Berke (geboren 20. Februar 1954 in Douglaston, Queens, New York City) ist eine US-amerikanische Architektin und Wissenschaftlerin. Sie ist die Gründerin von Deborah Berke Partners, einem Designbüro in New York City.

## Beruflicher Werdegang

### Ausbildung
Den Entschluss, Architektin zu werden, fasste Berke im Alter von 14 Jahren beim Erkunden von Queens. Sie besuchte die Rhode Island School of Design, erlangte 1975 einen Bachelor of Fine Arts und 1977 einen Bachelor of Architecture. Berke besuchte anschließend die City University of New York und erwarb 1984 einen Master in Stadtplanung und Städtebau.

### Deborah Berke Partners

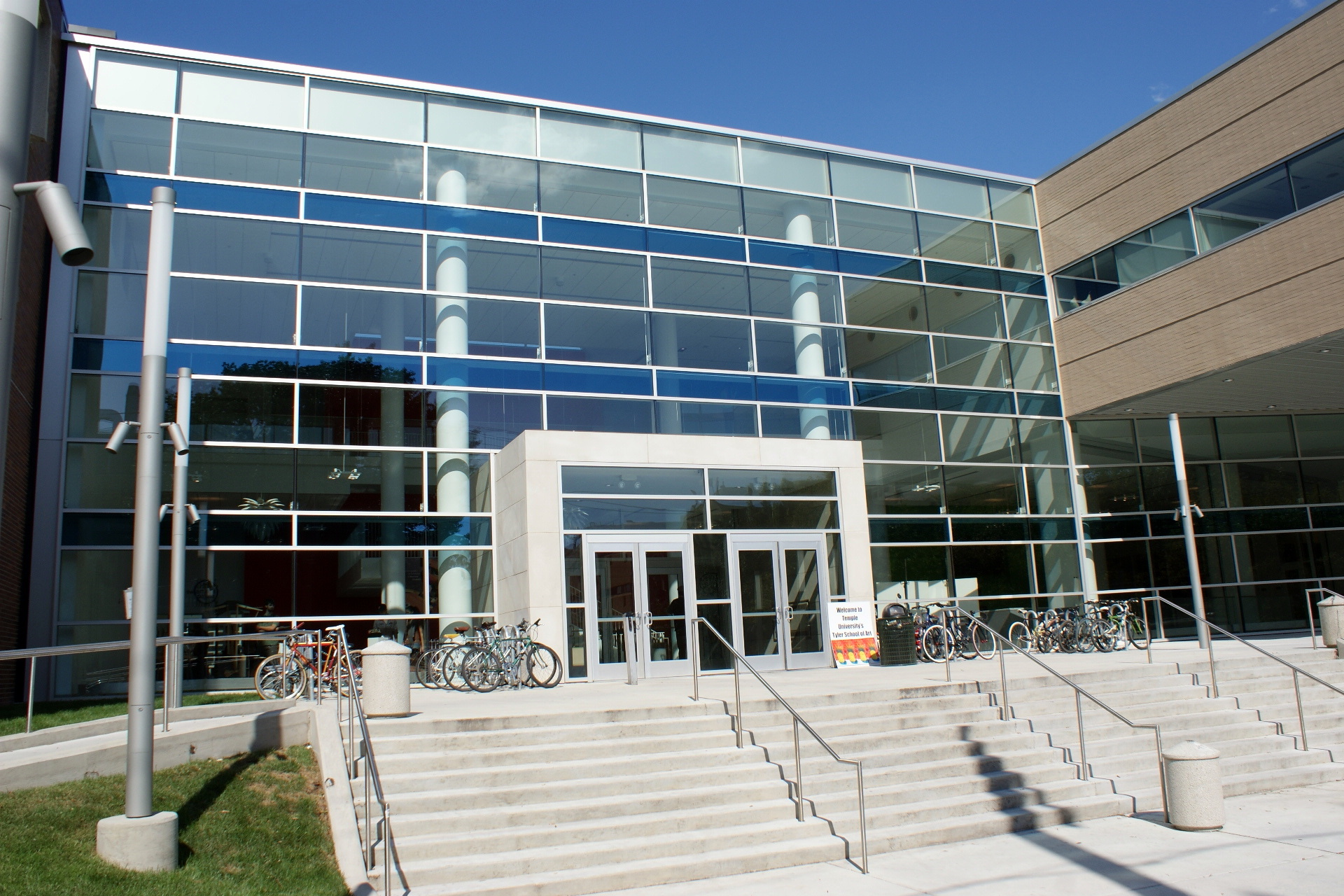
Tyler School of Art and Architecture, Philadelphia, PA 2003

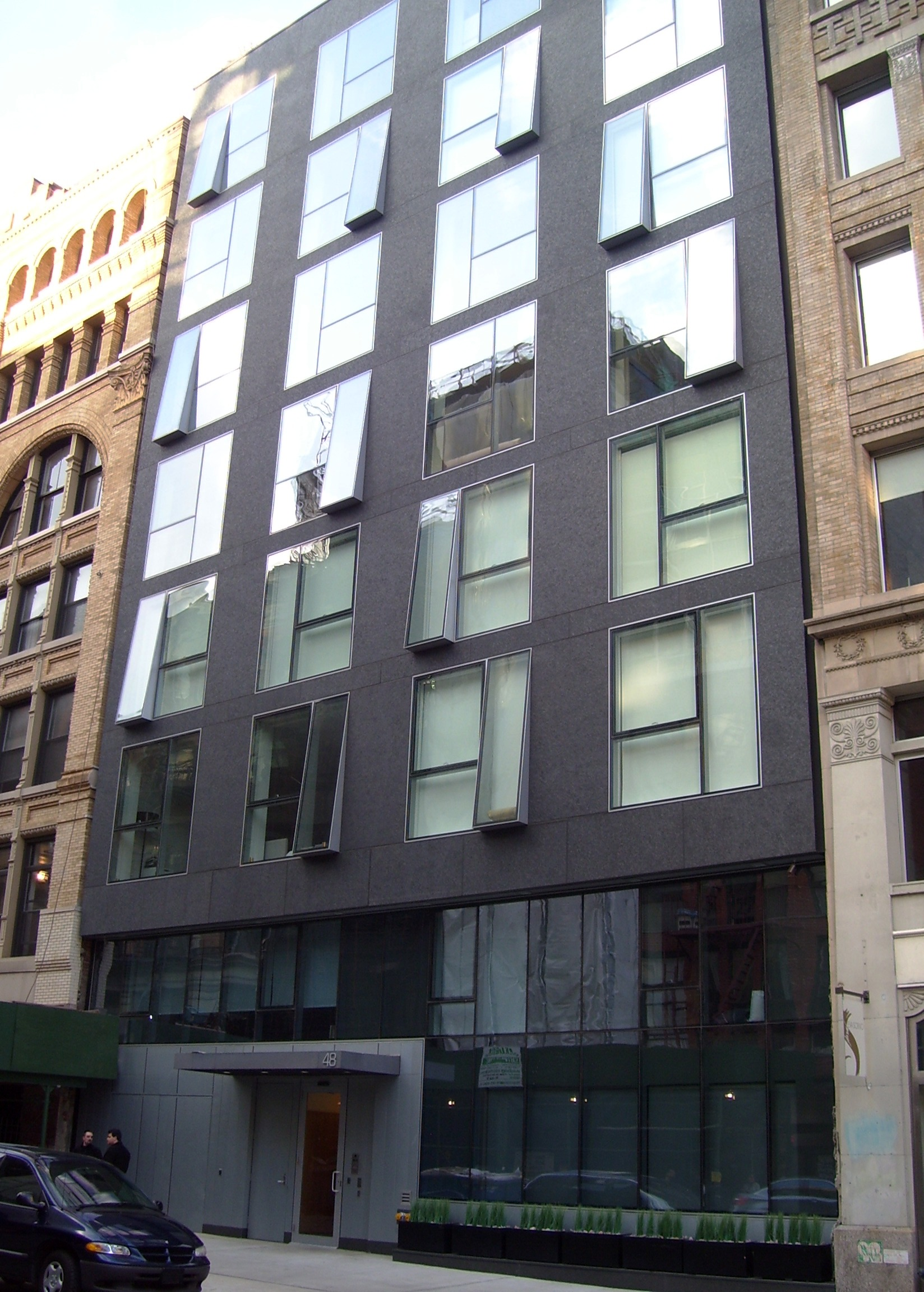
48 Bond Street, New York City 2008

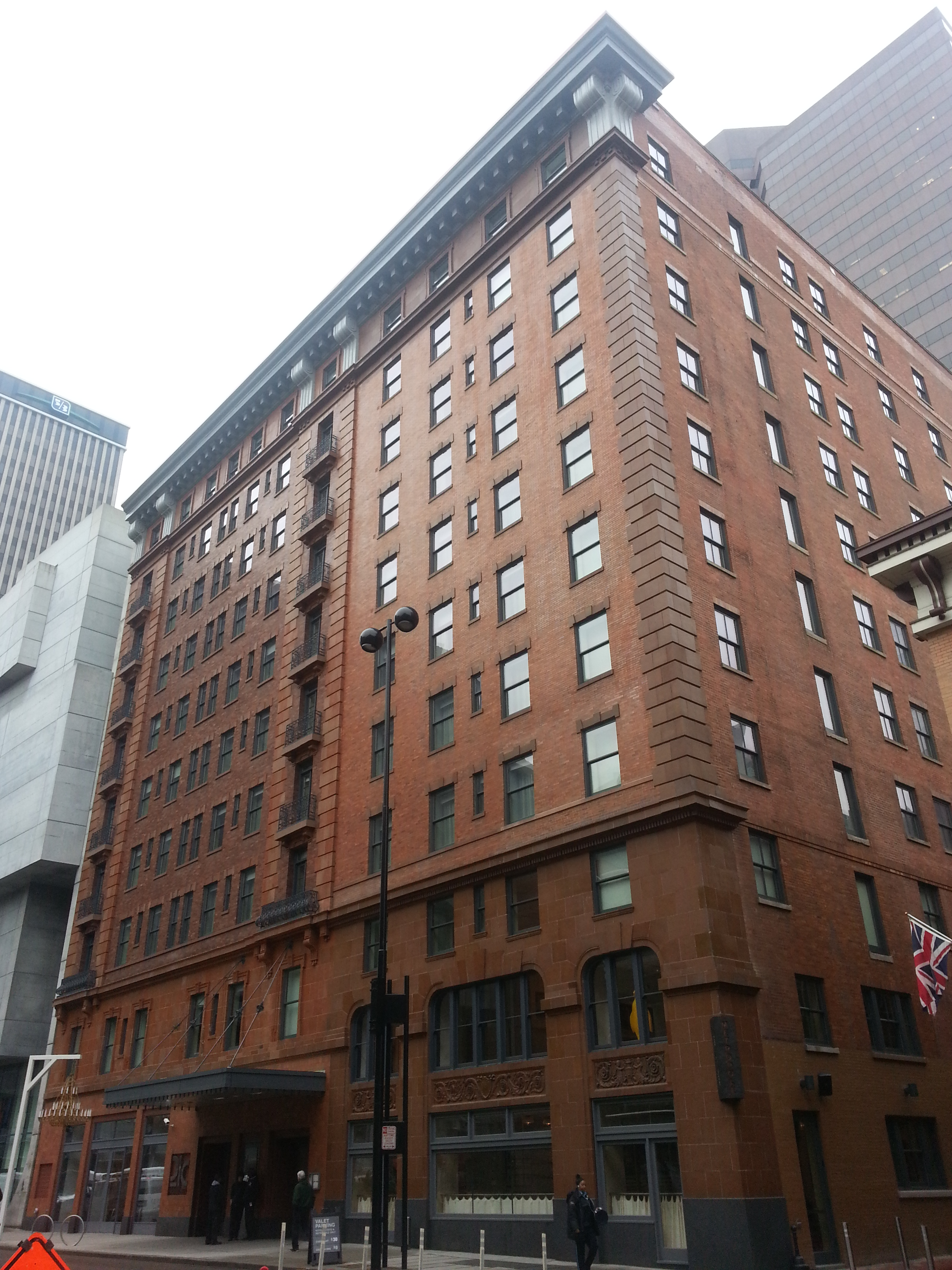
21c Museum Hotel Cincinnati 2013

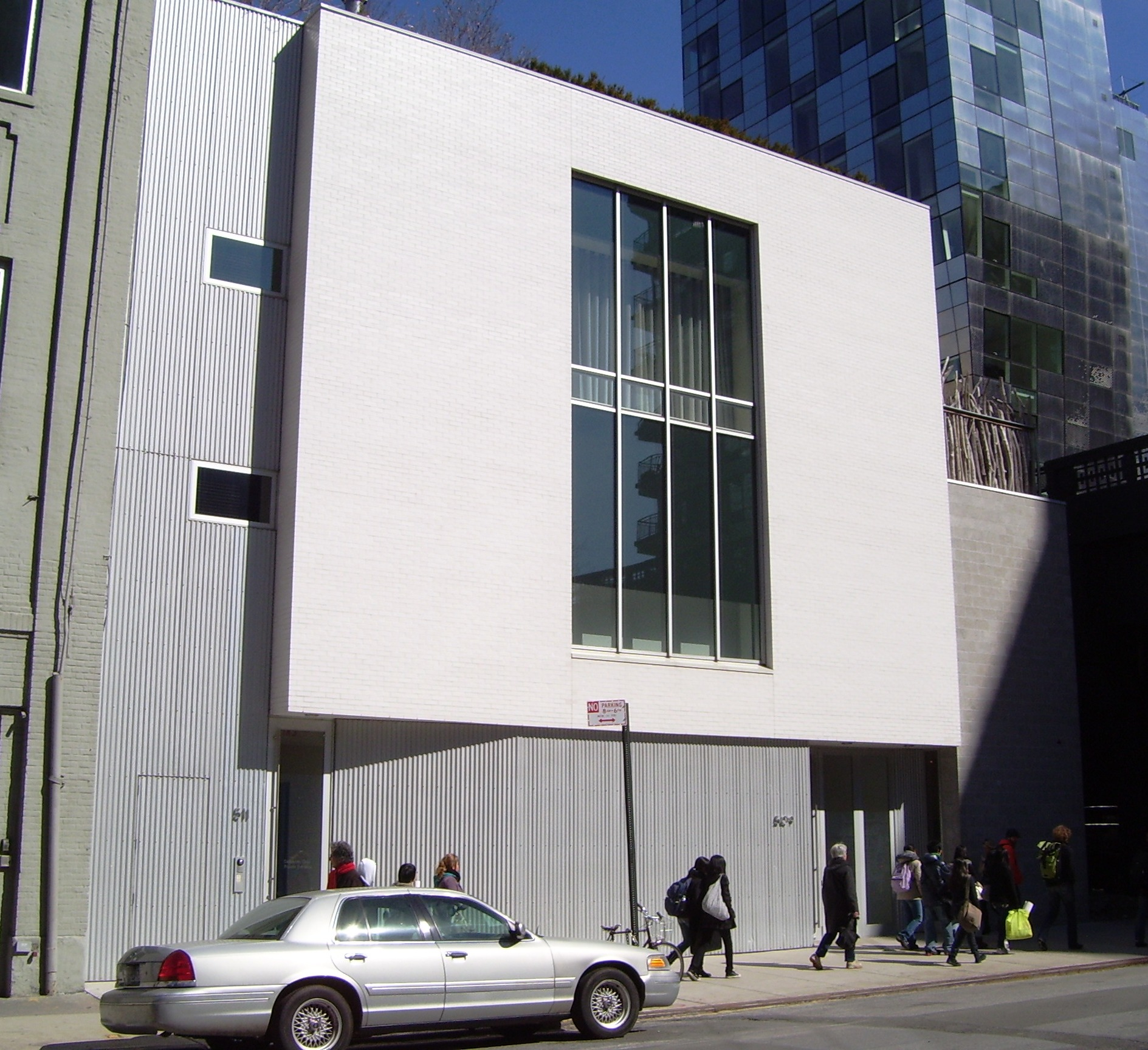
Erweiterung der Marianne Boesky Gallery in Chelsea, New York 2016

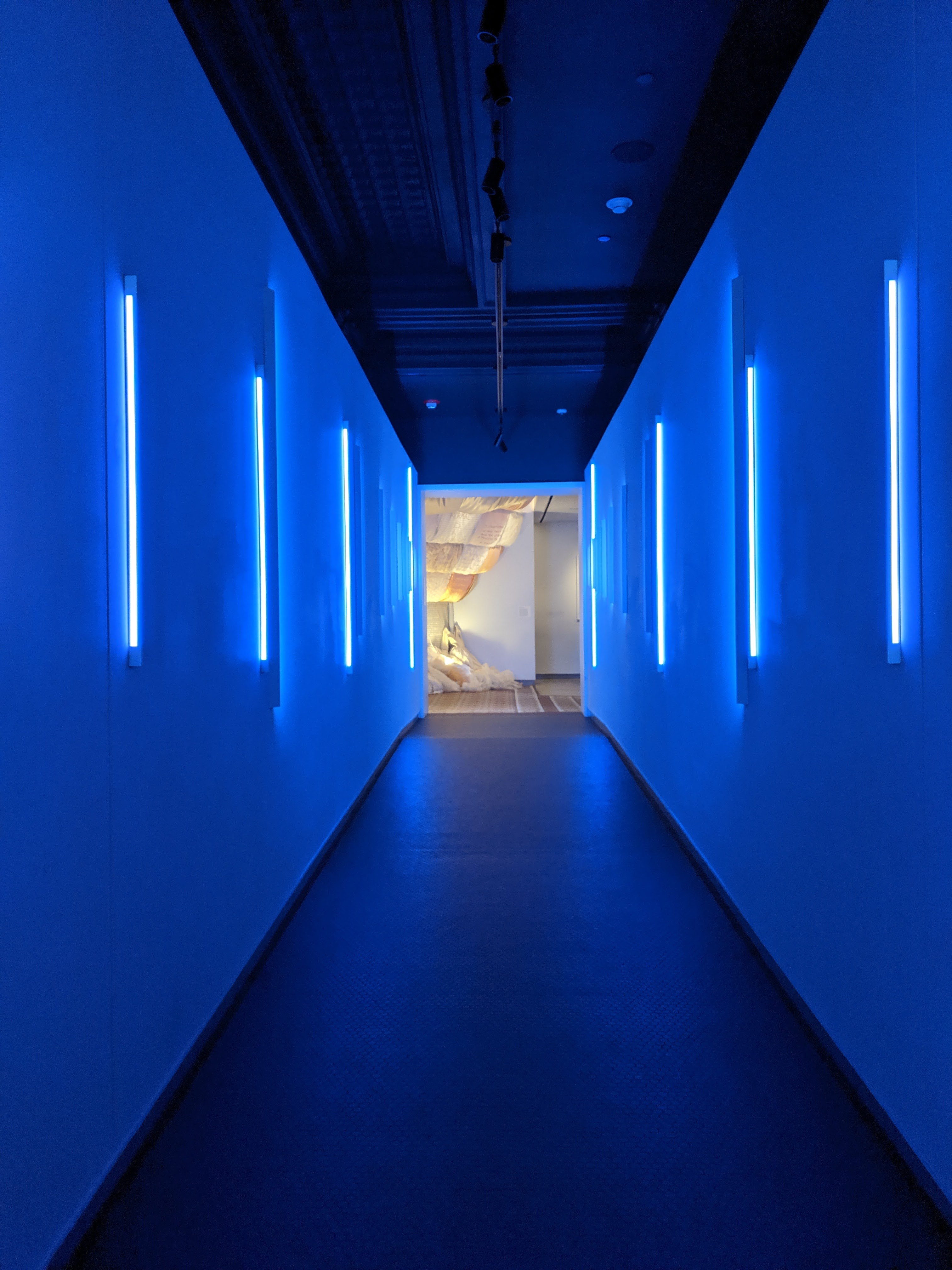
Illuminierter Gang im 21c Museum Hotel Kansas City 2018

1982 gründete Deborah Berke ein eigenes Architekturbüro. 2002 ging sie eine Partnerschaft mit Maitland Jones und Marc Leff ein. 2019 kamen acht weitere Partner hinzu.
Berke kümmerte sich zunächst um die Renovierung und Erneuerung von historischen Gebäuden. Später erweiterte sie ihre Expertise um Stadtplanung und Bauen unter dem Aspekt der Nachhaltigkeit. Sie entwarf Wohngebäude, Hotels, Gewerbebauten und Kultureinrichtungen.
Berke fordert, dass Architektur folgende Kriterien erfüllen sollte: „clean, strong, quiet“ (klar, stark, ruhig).

### Lehrtätigkeiten
Ab 1987 war Berke außerordentliche Professorin für Architekturdesign an der Yale University. Im Jahr 2005 wurde ihr die Ehrendoktorwürde der Yale School of Architecture verliehen. Am 1. Juli 2016 wurde sie zur Dekanin der Yale School of Architecture berufen und war damit die erste Frau an der Spitze dieser Fakultät der Yale University. Sie trat die Nachfolge von Robert A. M. Stern an, der das Amt seit 1998 innehatte.
Berke lehrte zudem an der University of Maryland, der University of Miami, der Rhode Island School of Design, der University of California (Berkeley) und dem Institute for Architecture and Urban Studies.

### Engagement
Berke ist Vizepräsidentin des Forum and Institute for Urban Design, Vorstandsmitglied der James Howell Foundation und Mitglied des Vorstands von Yaddo. In den letzten zwei Jahrzehnten war sie auch als Vizepräsidentin von designNYC tätig. Berke ist Gründungsmitglied des New Yorker Design Trust for Public Space, Beirat des National Building Museum, Beiratsvorsitzende des Buell Center for the Study of American Architecture an der Columbia University, Beirat der Brearley School und Vizepräsidentin des New Yorker American Institute of Architects. Sie ist eine ausgewiesene LEED-Expertin.
Darüber hinaus ist sie Jurorin in zahlreichen Architektur- und Designpreisprogrammen und hält Vorträge in den Vereinigten Staaten und Kanada.

### Publizistin
Berke ist zusammen mit Steven Harris Mitherausgeberin von The Architecture of the Everyday (Princeton Architectural Press, 1997). 2008 veröffentlichte Yale University Press „Deborah Berke“, ein Buch über die Arbeit des Büros. Ein neues Buch über die Arbeit ihrer Firma ist 2016 bei Rizzoli erschienen."

### Auszeichnungen
Im Jahr 2012 wurde sie die erste Preisträgerin des Berkeley-Rupp-Preises von College of Environmental Design an der University of California (Berkeley). Ebenfalls 2012 erhielt sie den Professor King-lui Wu Teaching Award der Yale School of Architecture. 2022 wurde sie mit dem AIA/ACSA Topaz Medallion für herausragende Leistungen in der Architekturausbildung geehrt, der höchsten Auszeichnung, die in den Vereinigten Staaten für die Architekturausbildung vergeben wird. 2022 wurde sie in die American Academy of Arts and Letters gewählt.

### Fernsehauftritte
Berke wird in dem 2017 gedrehten Film Columbus von Regisseur Kogonada ausführlich erwähnt. Die weibliche Hauptfigur Casey ist ein Fan ihrer Arbeit und nennt die regionale Filiale der Irwin Union Bank, die von Berke entworfen wurde, als ihr drittes Lieblingsgebäude.
In einer Folge der Serie Barefoot Contessa aus dem Jahr 2017 aß Berke Bohnen auf Toast mit Ina Garten.

### Privates
Berke ist verheiratet und hat eine Tochter, die 2015 ihren Abschluss an der Yale University machte.

## Projekte (Auswahl)
Fertiggestellte Projekte:
- 2000: Renovierung der Yale School of Art and Architecture und Anbau, New Haven, CT[11]
- 2003: Masterplan für die Tyler School of Art and Architecture, Philadelphia, PA[12]
- 2006: 21c Museum Hotel Louisville, KY[13][14]
- 2006: Irwin Union Bank, Columbus, IN[15][9]
- 2007: Marianne Boesky Gallery, New York, NY[16]
- 2008: 48 Bond Street, New York, NY[17]
- 2010: Rückzugsraum am Bard College, Annandale-on-Hudson, NY[18]
- 2011: International Planned Parenthood Federation (IPPF), New York, NY[19]
- 2012: 21c Museum Hotel Cincinnati, OH[20]
- 2013: Bard College Conservatory of Music, Annandale-on-Hudson, NY[21]
- 2015: The New School's Arnhold Hall, New York, NY[22]
- 2016: 21c Museum Hotel Oklahoma City, OK[23]
- 2017: Richardson Olmsted Campus, Buffalo, NY[24]
- 2017: Rockefeller Arts Center, Fredonia, NY[25]
- 2017: Cummins Indy Distribution, Hauptverwaltung, Indianapolis, IN[26]
- 2018: 21c Museum Hotel Kansas City, Kansas City, MO[27]
- 2018: 122 Community Arts Center, New York, NY[28]
- 2018: Dickinson College Residence Hall, Carlisle, PA[29]
- 2019: The Women’s Building, New York, NY[30]
- 2020: 21c Museum Hotel Chicago, IL[31]
- 2020: The Wallace Foundation, New York, NY[32]
- 2021: University of Pennsylvania, Meeting & Guesthouse, Philadelphia, PA[33]
- 2021: Reginald F. Lewis Law Center, Harvard Law School, Renovierung und Erweiterung des Lewis Law Center, Cambridge, MA[34]
- 2021: NXTHVN, Zentrum für Kunst und Kommunikation, New Haven, CT[35]
- 2022: Princeton University Residential College[36]

## Veröffentlichungen
Aufgelistet in der Reihenfolge ihres Erscheinens.
- Mit Kenneth Frampton, Rob Krier: Rob Krier. Urban projects 1968–1982. Institute for Architecture and Urban Studies New York / Rizzoli, New York 1980, ISBN 978-0-8478-0409-2.
- Transform. Architecture of adaptation. Monacelli Press, 2022, ISBN 978-1-58093-608-8 (englisch).
- University of Maryland, College Park. School of Architecture (Hrsg.): Visual analysis. 1984.
- Mit Mark McInturff: 32 buildings. University of Maryland, College Park. School of Architecture, 1985, OCLC 702300182.
- Mit Mark McInturff: 30 buildings. University of Maryland, College Park. School of Architecture, 1987, OCLC 702300174.
- mit Steven Harris: Architecture of the everyday. Princeton Architectural Press, New York, NY 1997, ISBN 978-1-56898-114-7.
- Mit Henry Urbach: Deborah Berke Partners. Working. Artifice Books on Architecture, London 2015, ISBN 978-1-908967-63-3 (englisch).
- House rules. An architect's guide to modern life. Rizzoli International Publications, New York, NY 2016, ISBN 978-0-8478-4821-8.